# Поведа, Дарио
Дари́о Пове́да Роме́ра (исп. Darío Poveda Romera; род. 13 марта 1997, Сан-Висенте-дель-Распеч) — испанский футболист, нападающий клуба «Фаренсе».

## Карьера
Является воспитанником «Вильярреала». Выступал за вторую команду. Дебютировал за неё 21 августа 2016 года в матче против «Корнельи́». 21 августа 2017 года дебютировал в Примере в поединке против «Леванте», выйдя на замену на 89-й минуте вместо Ману Тригероса.
23 июля 2018 года подписал контракт на 4 года с резервной командой мадридского «Атлетико».